# Mr. Green
Mr. Green foi uma banda de hard rock e rock instrumental formada no final dos anos 1980 na cidade de Santos.
Anos mais tarde, a banda tornar-se-ia nacionalmente famosa por ter sido a primeira banda do baixista Champignon. Com o músico em sua formação, a banda gravou em 1994 o álbum Faces. Localmente, porém, a banda já era conhecida por conta da música "Invisible", que foi bastante executada na rádio 95 FM, de Santos.
Em 2016, a banda figurou na 8ª posição da lista "As 100 maiores bandas da história do rock da Baixada Santista", do site Blog'n'roll.

## História
A formação original tinha Edson Gutierrez na guitarra, Nando Bassetto na guitarra, Vinnie César na bateria e Zuzo Moussawer no baixo. Em 1993, o baixista Champignon entraria na banda em substituição a Zuzo Moussawer. Em meados de 1994, quando passou a contar com letras nas faixas, o vocalista Adriano Branco entrou na banda.
Em 1990, gravaram um LP homônimo pelo selo M. Records, e vendeu tudo que foi prensado na época em pouquíssimo tempo.
Encerraram as atividades em 1996.

## Discografia
- Mr. Green (1990)
- Faces (1994)